# Papiri magici greci
Papiri magici greci (latino: Papyri Graecae Magicae, abbreviato in "PGM") è il nome dato da alcuni studiosi ad un gruppo di papiri dell'Egitto greco e romano, ognuno dei quali contiene parole, formule, inni e rituali magici. Questi papiri spaziano dal II secolo a.C. al V secolo d.C. I manoscritti furono rinvenuti nei vari mercati di antichità, a partire dal XVIII secolo. Uno dei migliori di questi testi è la cosiddetta liturgia di Mitra.
I testi furono pubblicati in una serie, ed i singoli papiri vengono citati utilizzando l'abbreviazione "PGM" seguita dal numero di volume ed oggetto. Ogni volume contiene un certo numero di incantesimi e rituali. Successive scoperte di testi simili, provenienti da altre fonti, sono state chiamate anch'esse PGM per convenienza.

## Storia

### Scoperta
Il primo papiro della serie apparve sul mercato antiquario in Egitto all'inizio del XIX secolo. La maggior parte della serie è costituita dalla cosiddetta collezione Anastasi. Circa mezza dozzina di papiri furono acquistati attorno al 1827 da un uomo che si faceva chiamare Jean d'Anastasi, di possibile origine armena, rappresentante diplomatico alla corte del Chedivè ad Alessandria d'Egitto. Egli affermò di averli acquistati a Tebe (l'odierna Luxor), e li vendette a numerose importanti collezioni europee tra cui quella del British Museum, del Louvre, della Biblioteca nazionale di Francia, dei Musei statali di Berlino, del Rijksmuseum di Leidea. H. D. Betz, che pubblicò una traduzione della collezione, affermò che la probabile provenienza dei materiali era la biblioteca di un antico studioso e collezionista di Tebe. Anastasi acquistò numerosi altri papiri ed antichità. Il "gruzzoletto di Tebe" conteneva anche il cosiddetto papiro di Stoccolma ed il papiro X di Leida con testi alchemici. Un altro papiro (PGM III) fu acquistato da Jean Francois Mimaut e finì nella Bibliothèque Nationale de France.

### Pubblicazione
I PGM XII e XIII furono i primi ad essere pubblicati, nel 1843 in lingua greca e nel 1885 con una traduzione in latino.
All'inizio del XX secolo Karl Preisendanz raccolse i testi pubblicandoli in due volumi nel 1928 e nel 1931. Il progetto di un terzo volume, contenente nuovi testi e gli indici, raggiunse lo stato di bozza datata "Pentecoste 1941", ma fu distrutto dal bombardamento di Lipsia durante la seconda guerra mondiale. Fotocopie della bozza iniziarono a circolare tra gli studiosi. Un'edizione espansa e rivista dei testi fu pubblicata nel 1973/1974 in due volumi. Il volume 1 era una versione corretta del volume 1 della prima edizione, mentre il volume 2 era totalmente rivisto con anche l'aggiunta dei papiri previsto per il volume 3. Furono omessi gli indici. I PGM possono ora essere trovati nel database del Thesaurus Linguae Graecae  e varie concordances e dizionari sono stati pubblicati.

## Contenuto
Molti di questi papiri sono pagine di estratti frammentari di altri libri, depositi di conoscenze arcane e segreti mistici. Per quanto sono stati ricostruiti, questi libri sembrano ricadere in due categorie: alcuni sono elenchi di parole e frasi magiche raccolte da singole persone, altri potrebbero essere stati manuali di pratiche magiche, contenenti repertori di parole e formule per tutte le occasioni. Questi maghi spesso erano itineranti, portavano con se questi manuali molto elaborati per diversi scopi magici. Le pagine contengono invocazioni, evocazioni, rituali con demoni e spiriti, pratiche negromantiche, ricette, formule e preghiere, intercalate da parole magiche spesso abbreviate per le formule più comuni.
In molti casi parole e frasi sono molto simili a quelle presenti nelle defissioni (κατάδεσμοι in greco), come quelle trovate su ostraka e amuleti.

## Religione nell'Egitto greco-romano
La religione dei papiri magici greci è un elaborato sincretismo di influenze religiose greche, egizie, ebraiche ed anche babilonesi e cristiane, generato dal ricco ambiente dell'Egitto greco-romano. Questo sincretismo è evidente nei papiri in molti modi diversi. Spesso agli dei dell'Olimpo sono assegnate caratteristiche delle loro controparti egizie. Ad esempio Afrodite (associata all'egizia Hathor), viene chiamata Neferihri, dall'egizio Nfr-iry.t, "begli occhi".